# Зарубіна Єлизавета Юліївна
Єлизавета Юліївна Зарубіна (також відома як Горська, при народженні Естер Іоельївна Розенцвейг; 1 січня 1900 , Ржавинці, Бессарабська губернія  — 14 травня 1987 , Москва ) — радянська розвідниця, підполковник держбезпеки (1943).
Кодові імена «Ерна» та «Вардо», у Німеччині працювала під прізвищем Гутшнекер, у Франції та Данії — Кочек, у США — Зубіліна, партійний псевдонім у Австрії — «Анна Дейч».

## Біографія

### Початок
Естер Йойлівна (Іоельївна) Розенцвейг народилася у 1900 році у північному бессарабському селі Ржавинці (нині — Заставнівського району Чернівецької області України), де її батько Іойл Хаскелевич Розенцвейг (1872, Хотин — ?) працював управителем лісгоспу у маєтку поміщика Гаєвського. Мати, Іта Гершківна Розенцвейг (до шлюбу Якер; 1873, Хотин — ?), була домогосподаркою. Незабаром сім'я повернулася до повітового містечка Хотин, де вступила до гімназії і де народився її молодший брат Мордхе — згодом радянський лінгвіст Віктор Юлійович Розенцвейг. Після приєднання Бессарабії до Румунії знову переїхала, на цей раз у Чернівці, де закінчила румунську гімназію і у 1920 році поступила на історико-філологічний факультет Чернівецького університету. Згодом продовжила навчання у Празькому (з 1921) та Віденському (1922—1924) університетах, у 1924 році закінчивши філологічний факультет у останньому (в університетських документах ім'я ще записане як Естер Розенцвайг). Окрім їдишу та російської мови, володіла румунською, німецькою, французькою та англійськими мовами.
У 1919 році Єлизавета Розенцвейг вступила до підпільної комсомольської організації Бессарабії, а у 1923 році — до лав комуністичної партії Австрії (партійний псевдонім — «Анна Дейч»). У Відні (1923) рдружилася з агентрм ІНВ Юліусом Гутшенкером (кодове ім'я Василій Львович Спіру, 1898—1969) — цей шлюб розпався у 1925 році. У 1924—1925 роках працювала перекладачкою повпредства та торгпредства СРСР у Відні, отримала радянське громадянство. Тоді ж була залучена до роботи у іноземному відділі ОДПУ і у 1925—1928 роках працювала у Віденській резидентурі перекладачкою та зв'язковою (кодове ім'я — «Ерна»), потім була направлена до Франції.

### У розвідці
З лютого 1928 року проходила підготовку у Москві, де отримала документи на ім'я Єлизавети Юліївни Горської та одружилася з розвідником Василем Михайловичем Зарубіним (згодом генерал-майор). У липні 1929 року стала уповноваженою закордонної частини ІНВ ОДПУ. У 1929 році Зарубіни під виглядом подружньої пари чехословацьких комерсантів Кочеків були спрямовані на легалізацію до Данії, звідти до Парижа; у тому ж році у Стамбулі Горська вела спостереження за Яковом Блюмкіним, спрямованим туди для формування близькосхідної резидентури. Про його контакти з висланим з СРСР Л. Д. Троцьким, який жив у Бююкаді, Горська повідомила у НКВС.
До 1933 року Зарубіни діяли у Данії та Франції (кодове ім'я — «Вардо»), потім з грудня 1933 року по 1936 рік — у нацистській Німеччині. Тут ними був завербований співробітник гестапо Віллі Леман («Брайтенбах») та підготовлена розгалужена мережа агентури, окремі агенти якої продовжували працювати навіть після війни (наприклад, «Вінтерфельд»). У 1937 році виїжджала до США, у 1938 році — у Таллінн, Париж та Лондон. 1 березня 1939 року Єлизавета Зарубіна була звільнена з розвідки, але вже 19 квітня 1940 року відновлена на посаді оперуповноваженого 5-го відділу НКВС СРСР та у квітні 1941 року направлена до Берліна, звідки 29 червня через Туреччину була повернута до СРСР.
З грудня 1941 року подружжя під новим прізвищем Зубіліни працювали у США, де Василь Зарубін був першим секретарем посольства СРСР та за сумісництвом був головним резидентом НКВС у країні. Єлизавета Юліївна відповідала за лінію політичної розвідки, займалася нелегальною працею, пов'язаною зі збиранням інформації про розробки атомної зброї, встановивши контакт з Робертом Оппенгеймером через його дружину ще до того, як він очолив проєкт «Мангеттен», а також з одним із співробітників Лео Сіларда. Усього на зв'язку з Зарубіною було 22 агенти, серед яких розвідник Якоі Голос. Їй вдалося завербувати дружину фізика Георгія Гамова, а також дружину скульптора С. Т. Коньонкова Маргариту Воронцову.
За участь у зборі інформації про розробки атомної зброї 22 жовтня 1944 року нагороджена орденом Червоної Зірки.
У 1944—1946 роках у званні підполковника працювала у центральному апараті зовнішньої розвідки у Москві — спочатку заступником начальника і у 1945 році начальником 3-го відділення 8-го відділу зовнішньої розвідки НКДБ. З 1946 року — начальник 1-го відділення 8 відділу ПГУ МДБ (інформаційна служба по американському напрямку). З 14 вересня 1946 року у запасі.
З травня по серпень 1953 року Єлизавета Зарубіна знову працює у 9-му відділі МВС (розвідка та диверсія) під керівництвом Павла Судоплатова. Після арешту Л. П. Берії, а потім і Судоплатова її остаточно звільняють з органів.
Загинула в результаті дорожньо-транспортної пригоди (збита автобусом) 14 травня 1987 року.
Похована на Калитниківському цвинтарі.

## Сім'я
Син — Петро Васильович Зарубін (1932, Париж — 19 березня 2017, Москва), вчений у галузі лазерної техніки, кандидат фізико-математичних наук, професор, лауреат Державної премії СРСР.

## У художній літературі
Про роботу подружжя Зарубіних у Франції та Німеччині Варткесом Тевекеляном був написаний роман «Рекламне бюро пана Кочека» (1966).